# 胡安·德迪奥斯·拉米雷斯·佩拉莱斯
胡安·德迪奥斯·拉米雷斯·佩拉莱斯（西班牙語：Juan de Dios Ramírez Perales，1969年3月8日—），墨西哥男子足球运动员，司职后卫。他曾代表墨西哥国家队参加1994年国际足联世界杯，结果队伍止步十六强赛。